# Neuer jüdischer Friedhof (Pattensen)
Der Neue jüdische Friedhof Pattensen in der niedersächsischen Stadt Pattensen in der Region Hannover ist ein geschütztes Kulturdenkmal. Auf dem Friedhof zwischen Pariser Allee, Hiddestorfer Straße und Usedomer Straße befinden sich 52 Grabsteine. 

## Geschichte
Der Friedhof wurde von etwa 1860 bis 1938 belegt. Der älteste Grabstein aus dem Jahr 1815 stammt vermutlich vom Alten Friedhof. 

### Alter Friedhof
Der Vorgängerfriedhof („Alter Friedhof“) in der Göttinger Straße wurde vom Anfang des 19. Jahrhunderts bis 1888 belegt. Er befand sich an der nördlichen Seite der Straße zwischen Bahnstraße und Steinstraße und wird heute als Garten genutzt. Der Friedhof wurde 1938 verkauft und eingeebnet, heute wird das Grundstück als Gartenland genutzt. Auf ihm befinden sich keine Grabsteine mehr.

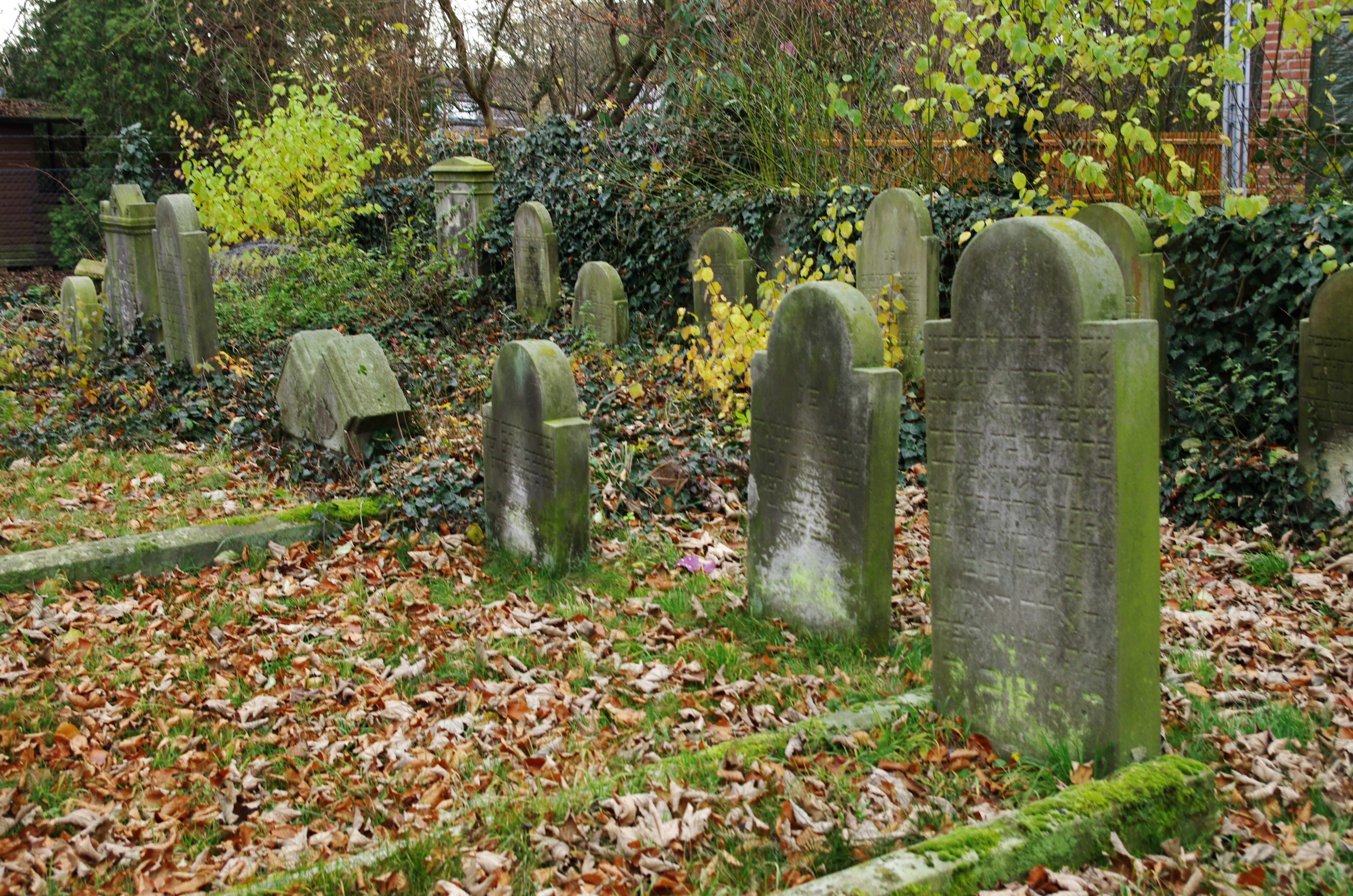
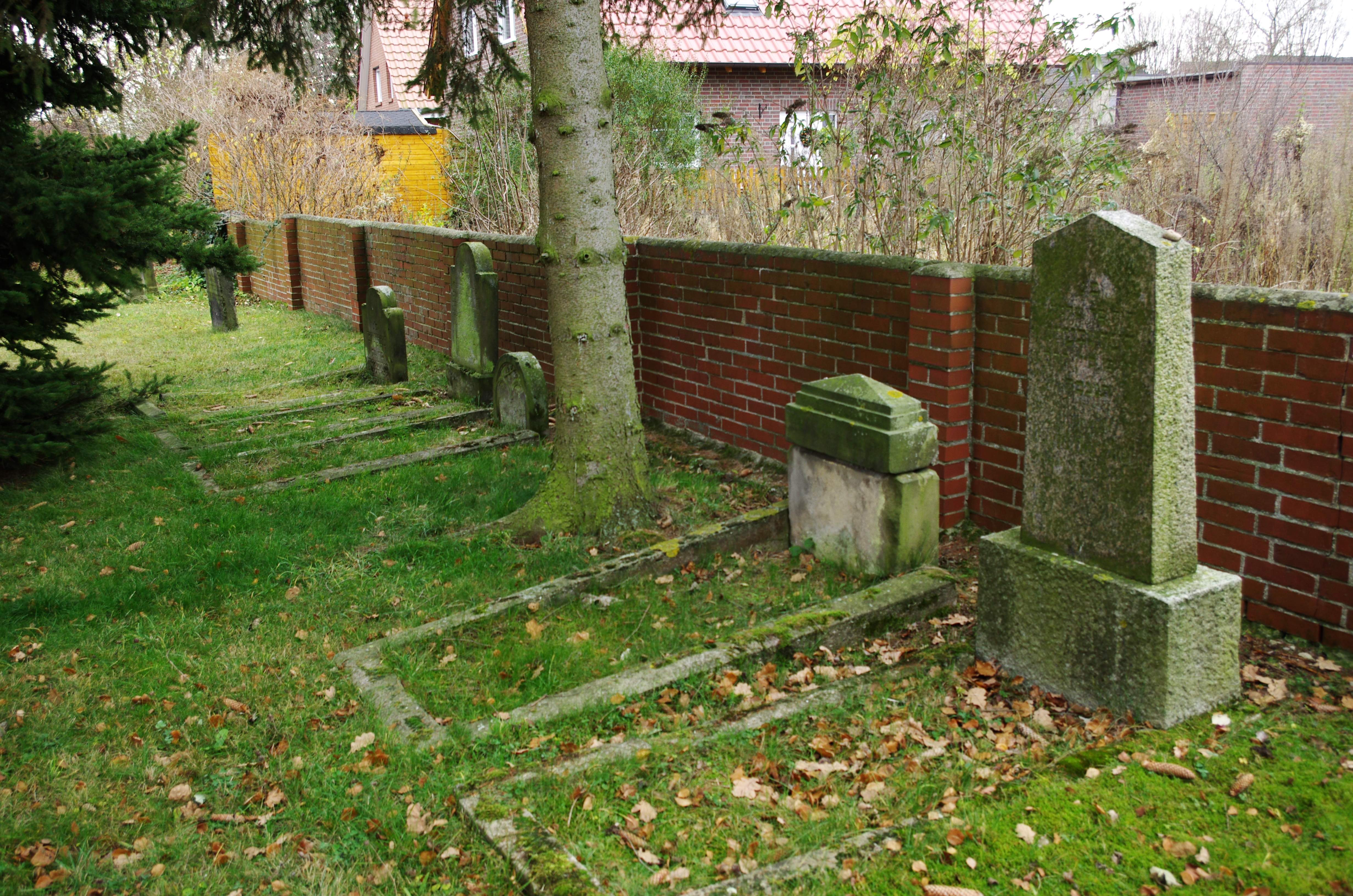
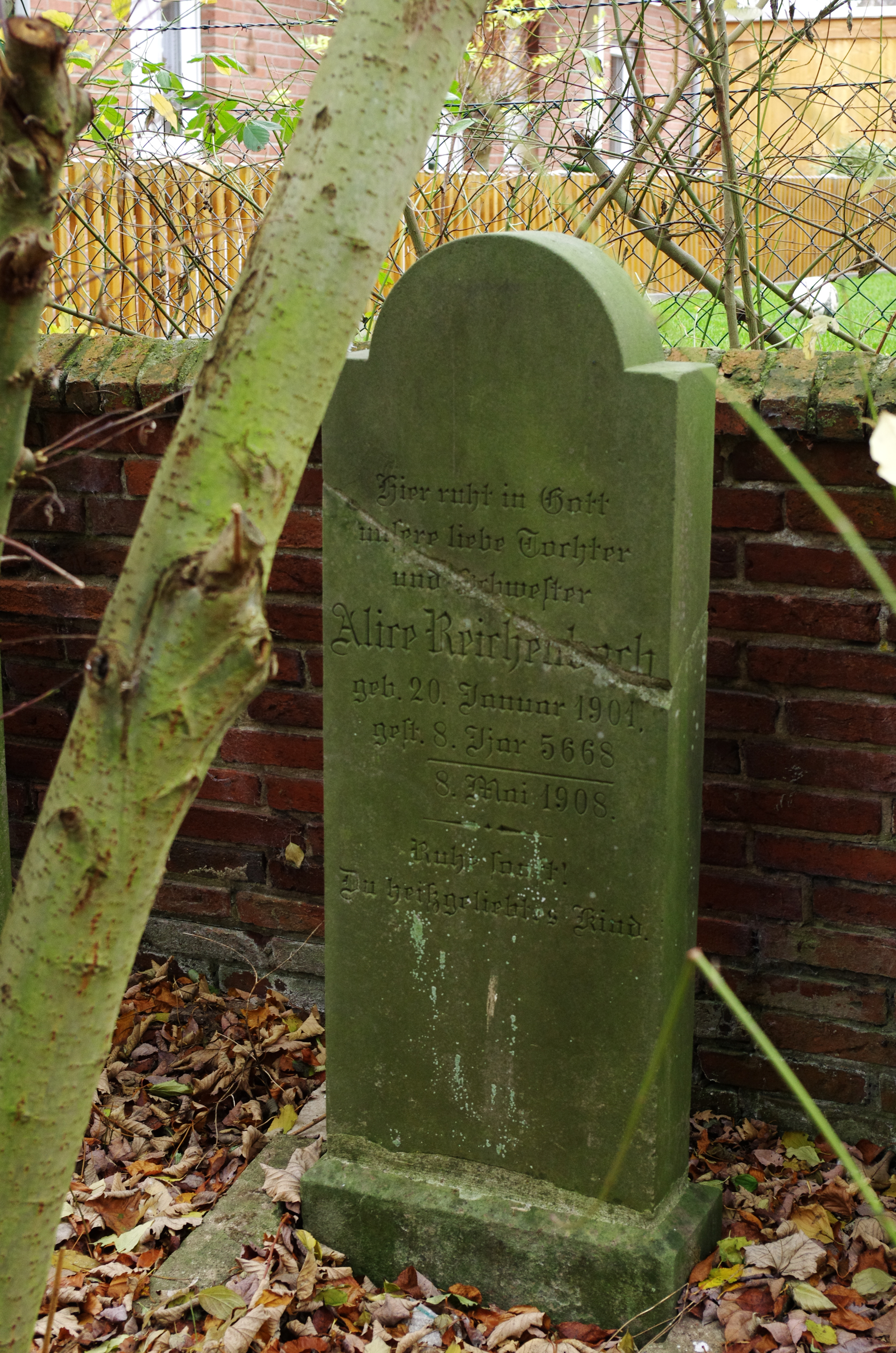
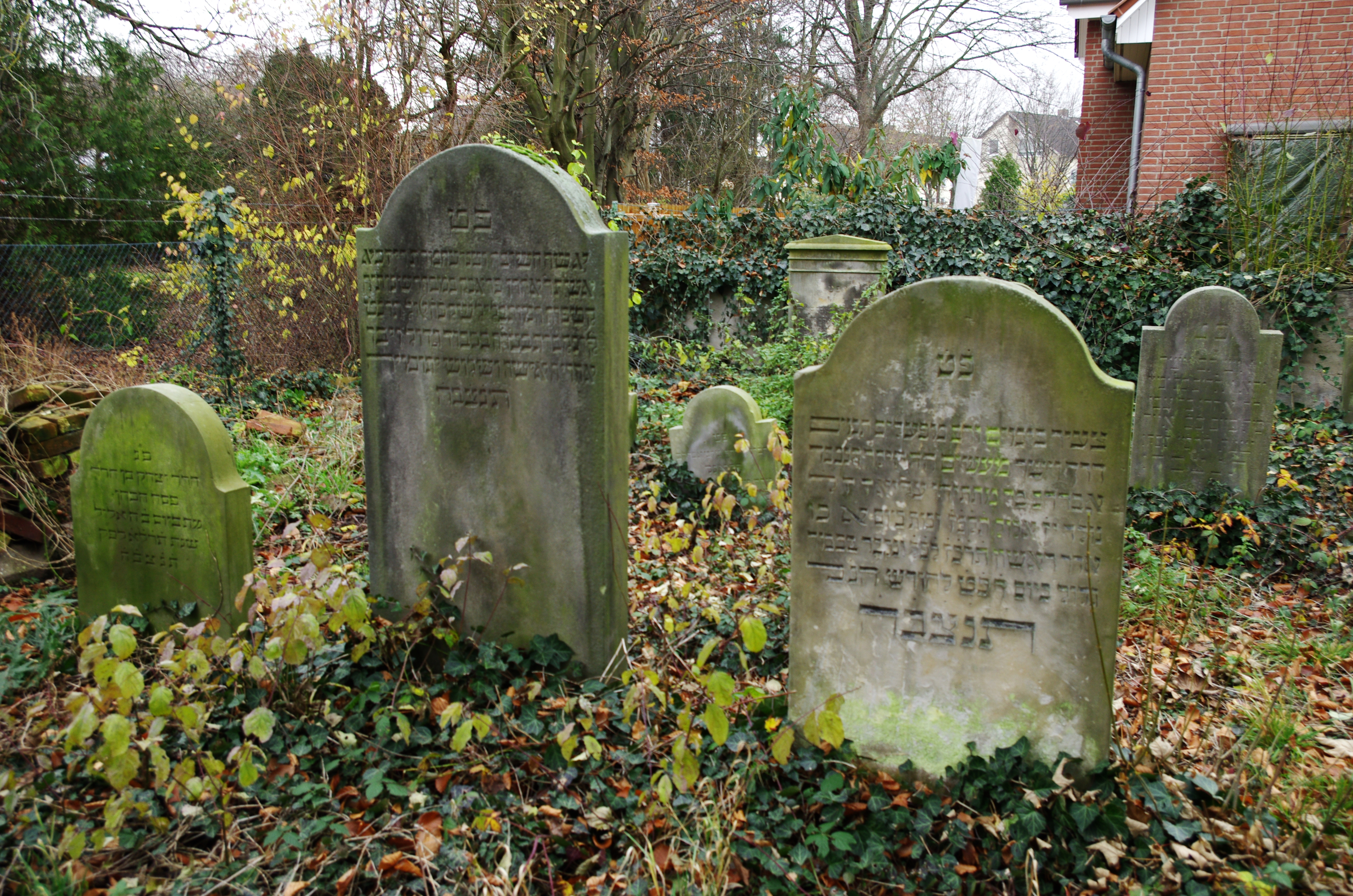